# Station Przeciszów
Station Przeciszów is een spoorwegstation in de Poolse plaats Przeciszów.